# ماركيف موريس
ماركيف موريس (بالإنجليزية: Markieff Morris)‏ مواليد 2 سبتمبر 1989 في فيلادلفيا، هو لاعب كرة سلة أمريكي بدأ مسيرته الاحترافية في سنة 2011 حيث تم اختياره من قبل فريق فينيكس صنز خلال الدرافت يلعب مع فريق لوس أنجلوس ليكرز في الرابطة الوطنية لكرة السلة ويحمل الرقم 5. يبلغ طوله 6 قدم 10 بوصة (2.1 م).

## فرق لعب لها
- فينيكس صنز
- واشنطن ويزاردز
- لوس أنجلوس ليكرز

## إحصائيات المسيرة

### الموسم الاعتيادي
| السنة   | الفريق         | لعب | بدأ | دقيقة | ميداني% | ثلاثية | حرة  | ارتداد | صنع | استلاب | تصدي | نقطة |
| ------- | -------------- | --- | --- | ----- | ------- | ------ | ---- | ------ | --- | ------ | ---- | ---- |
| 2011–12 | فينيكس صنز     | 63  | 7   | 19.5  | .399    | .347   | .717 | 4.4    | 1.0 | .7     | .7   | 7.4  |
| 2012–13 | فينيكس صنز     | 82  | 32  | 22.4  | .407    | .336   | .732 | 4.8    | 1.3 | .9     | .8   | 8.2  |
| 2013–14 | فينيكس صنز     | 81  | 0   | 26.6  | .486    | .315   | .792 | 6.0    | 1.8 | .8     | .6   | 13.8 |
| 2014–15 | فينيكس صنز     | 82  | 82  | 31.5  | .465    | .318   | .763 | 6.2    | 2.3 | 1.2    | .5   | 15.3 |
| 2015–16 | فينيكس صنز     | 37  | 24  | 24.8  | .397    | .289   | .717 | 5.2    | 2.4 | .9     | .5   | 11.6 |
| 2015–16 | واشنطن ويزاردز | 27  | 21  | 26.4  | .467    | .316   | .764 | 5.9    | 1.4 | .9     | .6   | 12.4 |
| المسيرة |                | 372 | 166 | 25.3  | .445    | .323   | .759 | 5.4    | 1.7 | .9     | .6   | 11.5 |

## روابط خارجية
- ماركيف موريس على موقع إن بي أي (الإنجليزية)
- ماركيف موريس على موقع سبورتس رفرنس (الإنجليزية)
- ماركيف موريس على موقع كرة السلة الأوروبية.كوم (الإنجليزية)
- ماركيف موريس على موقع إي إس بي إن.كوم (الإنجليزية)
- ماركيف موريس على موقع كلية كرة السلة في سبورتس رفرنس.كوم (الإنجليزية)
- ماركيف موريس على موقع ريلجم (الإنجليزية)
- ماركيف موريس على موقع بروبوليرز (الإنجليزية)